# Pastajaure (Jokkmokks socken, Lappland, 740157-169544)
Pastajaure är en sjö i Jokkmokks kommun i Lappland och ingår i Luleälvens huvudavrinningsområde. Sjön har en area på 0,216 kvadratkilometer och ligger 318,1 meter över havet.

## Delavrinningsområde
Pastajaure ingår i det delavrinningsområde (740122-169574) som SMHI kallar för Utloppet av Pastajaure. Medelhöjden är 341 meter över havet och ytan är 1,62 kvadratkilometer. Det finns inga avrinningsområden uppströms utan avrinningsområdet är högsta punkten. Vattendraget som avvattnar avrinningsområdet har biflödesordning 3, vilket innebär att vattnet flödar genom totalt 3 vattendrag innan det når havet efter 172 kilometer. Avrinningsområdet består mestadels av skog (75 procent) och sankmarker (12 procent). Avrinningsområdet har 0,22 kvadratkilometer vattenytor vilket ger det en sjöprocent på 13,4 procent.